# 100 Dinge
Pour plus de détails, voir Fiche technique et Distribution.
100 Dinge est une comédie  allemande de Florian David Fitz, sorti en 2018.

## Synopsis
Toni et Paul, deux meilleurs amis, décident pendant une soirée arrosée de renoncer à toutes leurs possessions pour cent jours, et de récupérer un seul de leurs objets par jour. Pendant ce défi, les deux hommes en apprennent plus sur le matérialisme dont ils étaient victimes et sur la valeur de leur amitié.

## Fiche technique
- Titre original : 100 Dinge
- Réalisation : Florian David Fitz
- Scénario : Florian David Fitz
- Décors : Alexandra Pilhatsch
- Costumes : Metin Misdik
- Photographie : Bernhard Jasper
- Montage : Denis Bachter, Ana de Mier y Ortuño
- Musique : Josef Bach, Arne Schumann
- Production : Dan Maag, Daniel Sonnabend
- Sociétés de production : Erfttal Film, Pantaleon Films, Warner Bros.
- Société de distribution : Warner Bros.
- Pays d'origine :  Allemagne
- Langue originale : allemand
- Format : couleur
- Genre : comédie
- Durée : 111 minutes
- Date de sortie : Allemagne : 6 décembre 2018

## Distribution
- Florian David Fitz : Paul
- Matthias Schweighöfer : Toni
- Miriam Stein : Lucy
- Nora Boeckler : Jutta
- Lena Maria Eikenbusch : l'entrepreneuse Lena
- Artjom Gilz : David Zuckerman
- Hannelore Elsner : mère de Paul
- Wolfgang Stumph : père de Paul
- Katharina Thalbach : Mamie Konaske
- Johannes Allmayer : Ronnie
- Maximilian Meyer-Bretschneider : Maik
- Sarah Viktoria Frick : Betty

## Tournage
Le tournage a eu lieu de fin février à début mai 2018 en Allemagne, principalement à Berlin et à Łeba en Pologne.